# Сторм Ру
Сторм Джеймс Ру (англ. Storm James Roux, нар. 13 січня 1993, Сомерсет-Вест, ПАР) — новозеландський футболіст, захисник національну збірну Нової Зеландії та австралійського клубу «Сентрал-Кост Марінерс».

## Клубна кар'єра
У дорослому футболі дебютував 2012 року виступами за команду клубу «Перт Глорі», в якій провів один сезон, взявши участь лише у 1 матчі чемпіонату.
До складу клубу «Сентрал-Кост Марінерс» приєднався 2013 року.

## Виступи за збірну
2013 року дебютував в офіційних матчах у складі національної збірної Нової Зеландії. Наразі провів у формі головної команди країни 7 матчів.
У складі збірної був учасником розіграшу Кубка конфедерацій 2017 року у Росії.

## Титули і досягнення
- Переможець Молодіжного чемпіонату ОФК: 2013